# Huanacaure
Huanacaure (del quechua wayna qhari, "muchacho fuerte"), también citado como Guanacaure, Guanacauri, Huanacaure, Huanacauri, Wanacaure, Wanacauri, Wanakaure o Wanakauri, es un sitio arqueológico y una gran montaña del Sur del Perú.
Está situada en el límite de los distritos de San Jerónimo y San Sebastián de la provincia del Cuzco con el distrito de Yaurisque de la provincia de Paruro en el departamento del Cuzco.
La montaña tiene restos arqueológicos a 4.089 metros (13.415 pies) de alto y es una de las elevaciones más altas cerca de Cusco.
Huanacaure fue una de las más importantes huacas de la cultura Inca, es mencionada por varios cronistas.